# Thomas Cech
Thomas Robert Cech (født 8. december 1947 i Chicago) opdagede sammen med Sidney Altman at visse RNA-molekyler kan være effektive katalysatorer, og de kaldes nu ribozymer.